# Азагал
Азагал је лик из измишљеног света Средње земље у делима енглеског писца Роналда Руела Толкина.
Он је био патуљачки краљ земље Белегоста. Успео је да рани змаја Глаурунга у бици небројених суза (Nirnait Arnoidiad), али га је овај убио.